# پیریتوس

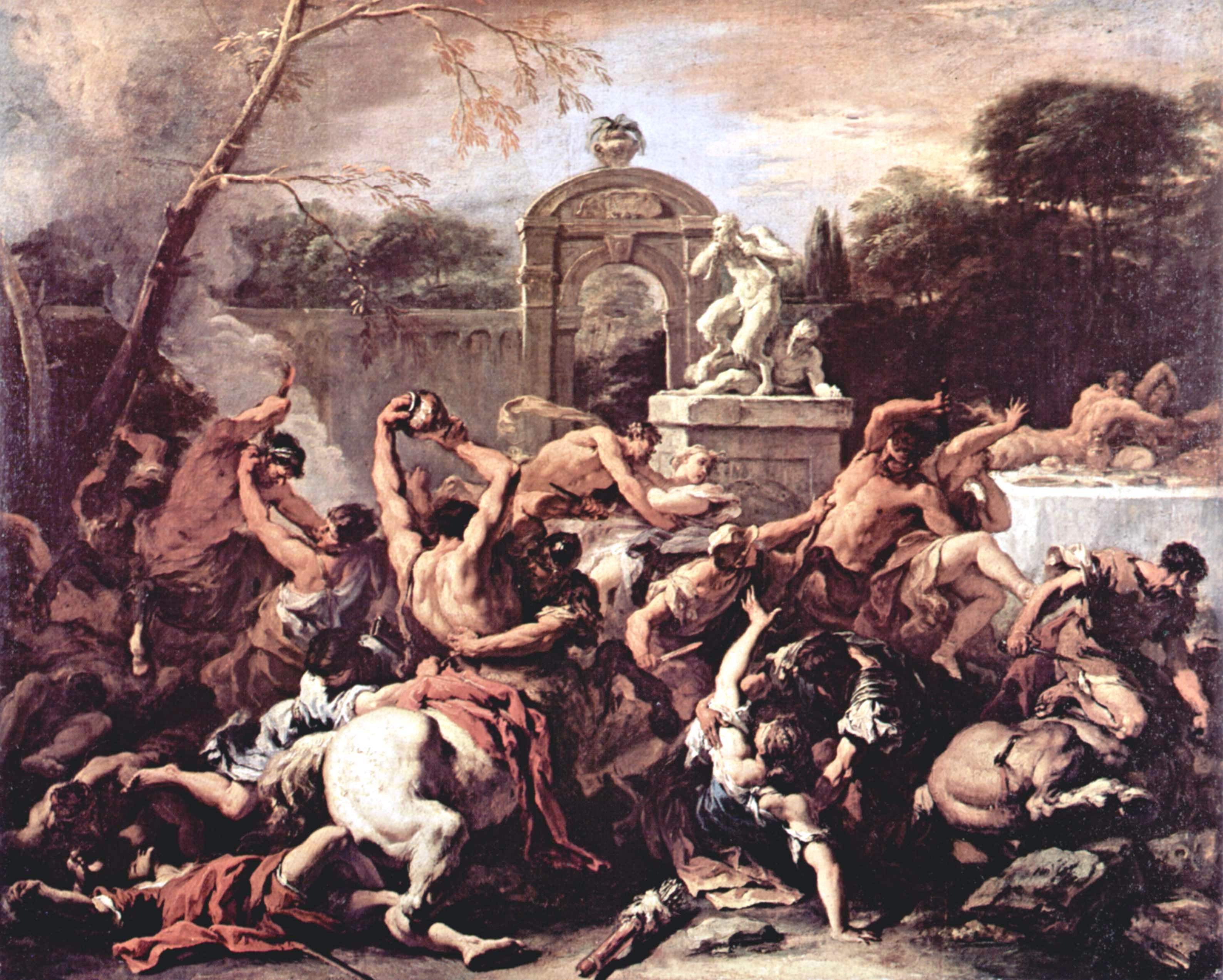
نقاشی "نبرد لائیت ها و سانتورها" اثر سباستیانو ریچی

پیریتوس (به یونانی: Πειρίθοος)، در اسطوره‌های یونان، پادشاه لاپیت‌ها است.
پسر ایکسیوس و دیا بود. با هیپودامیا ازدواج کرد و کنتاوروس را به جشن ازدواج خود دعوت کرد. آنان مست شدند و سعی کردند عروس و زنان دیگر را بربایند اما لاپیت‌ها به سرکردگی پیریتوس و کمک دوستی دیرینه او تسئوس، کنتاوروس را شکست دادند. بعدها پیرستوس و تسئوس تصمیم گرفتند با دختران زئوس ازدواج کنند. تستئوس هلنه را برگزید و پیریتوس پرسفونه را. هر دو برای خواستگاری از پرسفونه به جهان زیرزمین رفتند و هادس آن‌ها را محکوم به شکنجه کرد. هراکلس تلاش کرد آن‌ها را نجات دهد اما فقط توانست تستئوس را خارج کند و پیریتوس بری همیشه نزد هادس ماند.